# Kara Koyunlu
Kara Koyunlu ili Qara Qoyunlu, država nomadskih Oguza, na području današnjeg Azerbajdžana, Gruzije, Armenije i sjeverozapadnog Irana, koja je postojala u razdoblju od 1375. do 1467. godine. Od 1375. vladali su, kao vazali sultanata Džalairida u Bagdadu i Tabrizu, područjem od Mosula do istočne Anatolije. 
Njihov napoznatiji vladar bio je Kara Jusuf (1390. – 1400., 1406. – 1420.), koji je 1410. osvojio Bagdad i zbacio Džalairide. Nakon njegove smrti država je slabjela zbog borbi njegovih nasljednika za vlast. Njezin posljednji vladar, Cihan Šah (1438. – 1467.), poginuo je u sukobu s državom suparničkoga turkmenskog saveza Ak Koyunlu (Bijeli ovan).